# 博羅維察 (日托米爾州)
50°54′30″N 28°28′24″E / 50.90833°N 28.47333°E
博羅維察（烏克蘭語：Боровиця），是烏克蘭中部日托米爾州的村落，由科羅斯堅區的霍爾希克市鎮所轄，始建於1836年，面積1.01平方公里，海拔高度195米，2001年人口155。